# Гуляев, Григорий Владимирович
Григо́рий Влади́мирович Гуля́ев (23 января 1916, Даниловка, Петровский уезд, Саратовская губерния — 3 февраля 2003, Москва) — советский учёный в области генетики, селекции и семеноводства полевых культур, академик ВАСХНИЛ (1985), Заслуженный деятель науки РСФСР (1976).

## Биография
Родился в селе Даниловка Петровского уезда Саратовской губернии Российской империи (ныне — Лопатинского района Пензенской области). Жизненный путь учёного определился с детства, прошедшего на опытной сельскохозяйственной станции, которой руководил его отец.
В 1938 году Григорий Гуляев окончил Московскую сельскохозяйственную академию им. К. А. Тимирязева.
В предвоенные годы работал научным сотрудником Чакинской государственной селекционной станции в Тамбовской области.
Участник Великой Отечественной войны 1941—1945 годов, на фронте с июля 1941 года. Служил помощником начальника штаба по разведке в 542-м Рославльском миномётном полку, воевавшем в составе 10-й армии Западного фронта. Капитан.
В 1946 году назначен директором Петровской государственной селекционной станции в Пензенской области, где велась важная для восстановления сельского хозяйства страны работа по районированию и выведению новых сортов картофеля, озимой пшеницы, проса, овса, редиса, подсолнечника.
В 1955 году стал ректором основанного в 1951 году Пензенского сельскохозяйственного института, в период руководства которым внёс большой вклад в развитие вуза и повышения качества подготовки специалистов.
В 1964 году получил учёную степень доктора сельскохозяйственных наук и звание профессора.
В 1965 году занимал должность начальника Главного управления сельскохозяйственной науки и пропаганды Министерства сельского хозяйства РСФСР.
В 1966—1973 годах заведовал кафедрой генетики, селекции и семеноводства полевых культур Всесоюзной сельскохозяйственной академии имени К. А. Тимирязева.

Работал в лаборатории семеноводства Научно-исследовательского института сельского хозяйства Центральных районов Нечернозёмной зоны. В 1970 году назначен директором НИИ. О своей деятельности на этом посту Григорий Владимирович впоследствии писал:
Мне за время работы… в знаменитой Немчиновке первому удалось, полностью отбросив лысенковскую агробиологию, … поставить теорию и научные основы семеноводства на прочный генетический фундамент.Г. В. Гуляев. Нелёгкий путь в науку (книга воспоминаний)
В 1986 году избран действительным членом Всесоюзной академии сельскохозяйственных наук имени В. И. Ленина.
Под руководством Г. В. Гуляева разработаны научные основы специализированного производства семян зерновых, масличных культур и трав.
Автор 365 опубликованных научных работ и учебников в области генетики и селекции культурных растений.
Умер 3 февраля 2003 года после тяжёлой продолжительной болезни.

## Награды
- Орден Октябрьской Революции (1981)
- Орден Отечественной войны II степени (1985[3])
- Орден Красной Звезды (1943[4])
- 2 ордена Трудового Красного Знамени (1971, 1990[5])
- Орден «Знак Почёта» (1961)
- медали СССР.
- Заслуженный деятель науки РСФСР (1976)